# Millerosaurus
Millerosaurus è un genere estinto di rettili, appartenente ai millerosauri. Visse nel Permiano superiore (circa 259–252 milioni di anni fa) e i suoi resti fossili sono stati ritrovati in Sudafrica.

## Descrizione
Questo animale è noto solo per due esemplari, constanti nella parte posteriore di un cranio e in un cranio più completo; una ricostruzione dell'animale è quindi impossibile, ma dal raffronto con organismi simili ma meglio conosciuti, come Milleretta rubidgei, è ipotizzabile che Millerosaurus fosse un rettile simile a una lucertola e lungo circa 30 centimetri. Il cranio, lungo circa 5 centimetri, era di forma triangolare e stretto; era dotato, come tutti i millerettidi, di un'apertura temporale dietro le orbite; la barra inferiore era incompleta e le ossa squamosale, quadrato e quadratojugale potrebbero essere state mobili. L'osso sopratemporale era di forma insolita e distinto da quello di altri millerettidi.

## Classificazione
Millerosaurus venne descritto per la prima volta nel 1948 da Robert Broom, sulla base di un cranio parziale ritrovato nella zona di New Bethesda Commonage in Sudafrica; la specie tipo è Millerosaurus ornatus. Nel 1957 D.M.S. Watson descrisse un altro cranio, che attribuì alla nuova specie M. nuffieldi, proveniente da Katbosch in Sudafrica. Studi più recenti indicherebbero che quest'ultima specie potrebbe essere più basale rispetto alla specie tipo, e risulterebbe ancestrale a un clade composto da M. ornatus e Milleropsis pricei (Ruta et al., 2011). Al genere Millerosaurus sono stati inoltre attribuiti vari scheletri postcranici, ma probabilmente sono chimere di vari rettili e non vi è alcuna prova che parti di questi esemplari siano effettivamente da attribuire a Millerosaurus.
Millerosaurus fa parte di un gruppo di rettili, i Millerettidae, comprendenti forme simili a lucertole e dalle caratteristiche aperture postorbitali. Sembra che fosse una forma piuttosto derivata nell'ambito del gruppo.